# Coccophagus planus
Coccophagus planus är en stekelart som först beskrevs av Sugonjaev 1969.  Coccophagus planus ingår i släktet Coccophagus och familjen växtlussteklar. Inga underarter finns listade i Catalogue of Life.